# León Alacio
Leone Allaci en italiano, hispanizado como León Alacio (en griego, Λέων ᾿Αλλάτιος; en latín, Leo Allatius) (Quíos, c. 1586-Roma, 19 de enero de 1669) fue un sabio y teólogo católico de origen griego. 

## Biografía
Alacio nació en la isla de Quíos hacia 1586. A los nueve años, se trasladó a Mesina en compañía de su tío materno, el jesuita Miguel Nauridis. Tras pasar dos años en Mesina y uno en Nápoles, se desplazó a Roma, donde comenzó a estudiar a los trece años en el Colegio Griego de san Atanasio. Aunque había nacido en un entorno ortodoxo, adoptó muy pronto la fe católica. Se graduó en san Atanasio a los 24 años con una tesis sobre filosofía y teología. Tras una estancia breve y frustrante en Quíos, donde se vio implicado en las disputas internas de los católicos de la isla, volvió a Roma, donde estudió Medicina, carrera que nunca llegó a ejercer. En 1618 comenzó a trabajar en la Biblioteca Vaticana ordenando y catalogando la colección de códices griegos. En la misma época, se incorporó al Colegio Griego como profesor de retórica, pero al poco tiempo tuvo que dejar el puesto por desavenencias con otros profesores. 
En 1622, tras la toma de Heidelberg por el católico Juan Tzerclaes, conde de Tilly, Maximiliano I, duque de Baviera, entregó como presente al papa Gregorio XV la Biblioteca Palatina, que había pertenecido al protestante Federico V. La misma se trasladó en 196 cajas que contenían unos 3500 manuscritos. Alacio supervisó el empaquetado de los manuscritos y su transporte hasta Roma, mediante una caravana de 200 mulas que cruzó los Alpes. Este tesoro bibliográfico se incorporó a la Biblioteca Vaticana. Todos los manuscritos de Heidelberg permanecen hasta hoy en esta biblioteca, salvo 39 (que fueron enviados a París en 1797 y devueltos a Heidelberg tras la Paz de París de 1815) y 852 que fueron regalados por el papa Pío VII en 1816. El trabajo de Alacio se vio deslucido cuando se descubrió que algunos manuscritos habían desaparecido y sus enemigos le acusaron de haberlos robado. Por fortuna, pudo probar su inocencia y continuó trabajando en la Biblioteca Vaticana. 
Alacio fue también bibliotecario de los cardenales Lelio Biscia y Francesco Barberini, nieto de Urbano VIII. El papa Alejandro VII lo nombró en 1661 custodio de la Biblioteca Vaticana, puesto que conservó hasta su muerte, en 1669.

## Ecumenismo
Alacio fue un partidario decidido del ecumenismo. En su isla natal, Quíos, eran frecuentes los matrimonios entre católicos y ortodoxos, y unos y otros acudían a las mismas iglesias, sin hacer distinciones. Su formación, que reunía ambos mundos (el griego y el romano), le proporcionó un punto de vista privilegiado sobre el Cisma de Oriente y Occidente. Conocía mejor que ningún otro sabio occidental de su época las tradiciones religiosas, históricas y artísticas del mundo ortodoxo, y estaba convencido de que ambas iglesias podían volver a acercarse, solventando sus disputas teológicas y eclesiásticas. Esta convicción le llevó a integrarse en la Academia Basiliana, un grupo ecumenista de intelectuales fundado por el cardenal Barberini en 1631. 
Alacio creía que la "fe latina" y la "fe griega" eran idénticas, y que bajo "la obediencia romana" era posible seguir siendo ortodoxo. Así lo defendió en su apología de la unidad de ambas iglesias De Ecclesiae occidentalis atque orientalis perpetua consensione libri tres («Sobre el acuerdo eterno entre las iglesias occidental y oriental, en tres libros»), publicada en Colonia en 1648. Según Alacio, las iglesias orientales podían reintegrarse a la unidad sin perder su independencia jerárquica y sus rituales tradicionales. 
Cuando publicó en 1651 la primera edición impresa de las obras de Jorge Acropolita (el emisario del emperador bizantino que, en el siglo XIII, por haber reconocido la supremacía del pontífice romano, se convirtió por ello en una celebridad, al menos en el Oeste), incluyó un prefacio en latín,  De Georgiis eorumque Scriptis, en el que insistía, con una argumentación sólida, en los puntos que unían a ambas iglesias.

## Etnografía
En 1645 incluyó en su libro De Graecorum hodie quorundam opinationibus («Sobre ciertas opiniones actuales de los griegos») el primer estudio que se conoce sobre vampiros y otras creencias populares.

## Obras
Sus obras aparecen recogidas en la Bibliotheca Graeca (xi. 437) por Johann Albert Fabricius, que las divide en cuatro clases: 
- ediciones, traducciones y comentarios de autores antiguos
- obras relativas a los dogmas e instituciones de las iglesias griega y romana
- obras históricas
- obras misceláneas

Sus manuscritos (unos 150 volúmenes) y su voluminosa correspondencia erudita pasaron tras su muerte al Colegio Griego de Roma. Muchos de sus escritos permanecen inéditos y no han sido catalogados; la mayoría de ellos se encuentran actualmente en la Biblioteca Vallicelliana Archivado el 28 de marzo de 2009 en Wayback Machine. de Roma.